# Mistrovství světa v ledním hokeji do 18 let 2016
18. Mistrovství světa v ledním hokeji do 18 let 2016 se konalo od 14. do 24. dubna 2016 v americkém městě Grand Forks. Juniorské mistrovství světa se na území USA uskutečnilo podruhé (předchozí MS se zde konalo v roce 2009).
Turnaje se účastnilo celkem 10 týmů (9 nejlepších z minulého mistrovství a 1 postupující z minulého ročníku skupiny A divize 1 - Dánsko.

## Hrací formát turnaje
Hrací formát byl stejný jako v předchozím roce. Ve dvou základních skupinách hrálo vždy pět týmů systémem každý s každým. Vítězství se počítalo za tři body. V případě nerozhodného výsledku si oba týmy připsaly bod a následovalo 5minutové prodloužení a v případě nerozhodného výsledku samostatné nájezdy. Tato kritéria rozhodovala o držiteli bonusového bodu.
Čtyři nejlepší týmy z každé skupiny postoupily do čtvrtfinále, zatímco poslední týmy obou skupin hrály o udržení v elitní skupině (hrálo se na dva vítězné zápasy), kdy ten horší ze dvou týmů sestoupil do divize.
Ani v playoff se nic nezměnilo, v případě vyrovnaného stavu i po šedesáti minutách se prodlužoval zápas o deset minut, případně proběhla trestná střílení. Vítěz zápasu postoupil dále.

## Rozhodčí
Mezinárodní federace ledního hokeje nominovala na Mistrovství světa do 18 let 12 hlavních rozhodčích a 10 čárových sudích ze 14 různých zemí.
hlavní rozhodčí
- Vladimír Baluška
- Jacob Grumsen
- Roy Stian Hansen
- Jan Hribik
- Sirko Hunnius
- Jeff Ingram
- Marcus Linde
- Jari-Pekka Pajula
- Brett Sheva
- Viki Trilar
- Cameron Voss
- Shane Warschaw

čároví
- Andrew Dalton
- Jake Davis
- Dmitrij Goljak
- Johannes Käck
- David Nothegger
- Tibor Rovenský
- Joonas Saha
- Libor Suchánek
- Alexandr Sjsujev
- Nathan Vanoosten

## Výměna ruského výběru
Necelý týden před startem šampionátu se ruští hokejisté do 18 let dozvěděli, že na mistrovství světa pojede úplně jiný tým. Ruská hokejová federace vyměnila kompletní výběr z obavy, že neprojdou dopingovou kontrolou na zakázanou látku meldonium. Látku podle prohlášení federace brali na předpis lékařů do podzimu 2015 kvůli ochraně srdečního svalu při vysoké zátěži. Celý výběr bývalého hokejisty Vitalije Prochorovova nahradilo mužstvo o rok mladších hokejistů, vedené trenérem Sergejem Golubovičem.

## Stadiony
| Grand Forks                                      | Grand Forks                                |
| ------------------------------------------------ | ------------------------------------------ |
| Ralph Engelstad Arena Kapacita: 11 643 16 zápasů | Icon Sports Center Kapacita: 750 14 zápasů |
|                                                  |                                            |

## Legenda
Toto je seznam vysvětlivek použitých v souhrnech odehraných zápasů.
| - PH1 – Branka v přesilové hře (5 na 4) - PH2 – Branka v přesilové hře (5 na 3) - VO1 – Branka v oslabení (4 na 5) | - VO2 – Branka v oslabení (3 na 5) - SV – Gól při signalizovaném vyloučení - PB – Gól do prázdné branky | - PP – Gól při odvolání brankáře (power play) - ts. – Gól z trestného střílení - vla. – Vlastní gól | - TG – Technický gól |

## Základní skupiny
Všechny časy zápasů jsou uvedeny ve středoevropském letním čase (UTC +2).

### Skupina A

#### Tabulka
|  | Týmy postupující do čtvrtfinále |
|  | Tým bude hrát o udržení         |

| Tým       | Z | V | VP | PP | P | GV | GI | +/- | B  |
| --------- | - | - | -- | -- | - | -- | -- | --- | -- |
| USA       | 4 | 4 | 0  | 0  | 0 | 30 | 4  | +26 | 12 |
| Švédsko   | 4 | 2 | 1  | 0  | 1 | 18 | 11 | +7  | 8  |
| Rusko     | 4 | 1 | 1  | 0  | 2 | 12 | 14 | −2  | 5  |
| Švýcarsko | 4 | 0 | 1  | 1  | 2 | 7  | 18 | −11 | 3  |
| Lotyšsko  | 4 | 0 | 0  | 2  | 2 | 8  | 28 | −20 | 2  |

#### Zápasy
| 14. dubna 2016 19:00 | Lotyšsko | 4 : 5 PP (1:0, 1:3, 2:1; 0:1) | Švýcarsko | Ralph Engelstad Arena, Grand Forks Návštěvnost: 2 538 |  |

| Zpráva | |                                     | |                                                                         |
| Gustavs Grigals Mareks Egīls Mitens | Gustavs Grigals Mareks Egīls Mitens | Brankáři                            | Matteo Ritz | Rozhodčí: Vladimír Baluška Brett Sheva Čároví: Andrew Dalton Jake Davis |
| R. Krastenbergs (S. Smons) – 03:05 V. Vulkanovs (E. Kļaviņš, R. Krastenbergs) – 25:47 E. Ezītis (V. Apfelbaums) – 45:55 E. Kļaviņš (R. Krastenbergs, R. Kaļķis) – 54:02 | R. Krastenbergs (S. Smons) – 03:05 V. Vulkanovs (E. Kļaviņš, R. Krastenbergs) – 25:47 E. Ezītis (V. Apfelbaums) – 45:55 E. Kļaviņš (R. Krastenbergs, R. Kaļķis) – 54:02 | 1:0 1:1 1:2 2:2 2:3 3:3 3:4 4:4 4:5 | 20:40 – A. Simic (E. Riva, N. Hischier) 24:05 – A. Simic (N. Hischier) 39:44 – T. Geisser (N. Hischier) 50:33 – P. Kurashev (T. Lust, D. Volejnicek) 64:53 – D. Volejnicek (S. le Coultre) (PH1) | Rozhodčí: Vladimír Baluška Brett Sheva Čároví: Andrew Dalton Jake Davis |
| 8 min | 8 min | Tresty                              | 6 min | Rozhodčí: Vladimír Baluška Brett Sheva Čároví: Andrew Dalton Jake Davis |
| 20 | 20 | Střely                              | 36 | Rozhodčí: Vladimír Baluška Brett Sheva Čároví: Andrew Dalton Jake Davis |

| 14. dubna 2016 02:30 | Rusko | 2 : 8 (1:2, 1:2, 0:4) | USA | Ralph Engelstad Arena, Grand Forks Návštěvnost: 4 137 |  |

| Zpráva                                                            |                                                                   |                                         | |                                                                       |
| Maksim Zhukov (od 51. min. Danil Tarasov)                         | Maksim Zhukov (od 51. min. Danil Tarasov)                         | Brankáři                                | Jake Oettinger | Rozhodčí: Marcus Linde Viki Trilar Čároví: Joonas Saha Libor Suchánek |
| J. Alexejev (D. Samorukov) – 05:17 I. Kozlov (A. Lipanov) – 22:21 | J. Alexejev (D. Samorukov) – 05:17 I. Kozlov (A. Lipanov) – 22:21 | 0:1 0:2 1:2 2:2 2:3 2:4 2:5 2:6 2:7 2:8 | 03:44 – C. Keller (A. Fox) 04:28 – J. Sanchez (T. Frederic) 36:18 – C. Keller (K. Yamamoto) 36:32 – K. Bellows (J. Anderson, J. Greenway) 46:19 – K. Yamamoto (Ch. Krys) 47:30 – J. Anderson (Ch. Krys, C. Keller) (PH1) 50:46 – K. Yamamoto (L. Brown, C. Mittelstadt) (PH1) 54:00 – L. Brown (K. Yamamoto, Luce) | Rozhodčí: Marcus Linde Viki Trilar Čároví: Joonas Saha Libor Suchánek |
| 4 min                                                             | 4 min                                                             | Tresty                                  | 4 min | Rozhodčí: Marcus Linde Viki Trilar Čároví: Joonas Saha Libor Suchánek |
| 21                                                                | 21                                                                | Střely                                  | 45 | Rozhodčí: Marcus Linde Viki Trilar Čároví: Joonas Saha Libor Suchánek |

| 15. dubna 2016 22:00 | Švédsko | 4 : 3 PP (2:0, 0:1, 1:2; 1:0) | Lotyšsko | Ralph Engelstad Arena, Grand Forks Návštěvnost: 2 282 |  |

| Zpráva | |                             |                                                                      |                                                                                     |
| Filip Larsson | Filip Larsson | Brankáři                    | Mareks Egīls Mitens                                                  | Rozhodčí: Jacob Grumsen Jari-Pekka Pajula Čároví: Alexandr Sjsujev Nathan Vanoosten |
| J. Bratt (H. Danielsson) – 01:26 A. Thilander (O. Steen) (PH1) – 09:28 A. Nylander (M. Davidsson) (PP) – 59:41 J. Moverare (T. Söderlund) – 64:36 | J. Bratt (H. Danielsson) – 01:26 A. Thilander (O. Steen) (PH1) – 09:28 A. Nylander (M. Davidsson) (PP) – 59:41 J. Moverare (T. Söderlund) – 64:36 | 1:0 2:0 2:1 2:2 2:3 3:3 4:3 | 29:06 – E. Kļaviņš (P. Svars) 40:50 – V. Apfelbaums 43:16 – T. Zeile | Rozhodčí: Jacob Grumsen Jari-Pekka Pajula Čároví: Alexandr Sjsujev Nathan Vanoosten |
| 6 min | 6 min | Tresty                      | 10 min                                                               | Rozhodčí: Jacob Grumsen Jari-Pekka Pajula Čároví: Alexandr Sjsujev Nathan Vanoosten |
| 47 | 47 | Střely                      | 15                                                                   | Rozhodčí: Jacob Grumsen Jari-Pekka Pajula Čároví: Alexandr Sjsujev Nathan Vanoosten |

| 16. dubna 2016 19:00 | Švýcarsko | 1 : 2 PP (0:0, 0:1, 1:0; 0:1) | Rusko | Ralph Engelstad Arena, Grand Forks Návštěvnost: 2 538 |  |

| Zpráva                           |                                  |             |                                                                            |                                                                              |
| Matteo Ritz                      | Matteo Ritz                      | Brankáři    | Danil Tarasov                                                              | Rozhodčí: Roy Stian Hansen Jeff Ingram Čároví: Johannes Käck David Nothegger |
| N. Hischier (M. Miranda) – 49:07 | N. Hischier (M. Miranda) – 49:07 | 0:1 1:1 1:2 | 33:21 – J. Alexejev (K. Kostin, D. Zajcev) 61:58 – P. Djomin (A. Alexejev) | Rozhodčí: Roy Stian Hansen Jeff Ingram Čároví: Johannes Käck David Nothegger |
| 8 min                            | 8 min                            | Tresty      | 4 min                                                                      | Rozhodčí: Roy Stian Hansen Jeff Ingram Čároví: Johannes Käck David Nothegger |
| 22                               | 22                               | Střely      | 28                                                                         | Rozhodčí: Roy Stian Hansen Jeff Ingram Čároví: Johannes Käck David Nothegger |

| 16. dubna 2016 22:45 | USA | 6 : 1 (1:0, 3:0, 2:1) | Švédsko | Ralph Engelstad Arena, Grand Forks Návštěvnost: 3 401 |  |

| Zpráva | |                             |                                                        |                                                                       |
| Joseph Woll | Joseph Woll | Brankáři                    | Filip Larsson                                          | Rozhodčí: Jan Hribik Sirko Hunnius Čároví: Tibor Rovenský Joonas Saha |
| C. Mittelstadt (L. Brown, K. Yamamoto) – 17:51 K. Bellows (A. Fox) – 22:17 R. Lindgren (G. McPhee) – 23:58 J. Greenway (C. Keller, A. Fox) (VO1) – 37:17 K. Howdeshell (L. Brown) – 42:42 J. Anderson (Ch. Krys, C. Keller) (PH1) – 52:03 | C. Mittelstadt (L. Brown, K. Yamamoto) – 17:51 K. Bellows (A. Fox) – 22:17 R. Lindgren (G. McPhee) – 23:58 J. Greenway (C. Keller, A. Fox) (VO1) – 37:17 K. Howdeshell (L. Brown) – 42:42 J. Anderson (Ch. Krys, C. Keller) (PH1) – 52:03 | 1:0 2:0 3:0 4:0 5:0 5:1 6:1 | 50:32 – T. Liljegren (L. Lindström, A. Nylander) (PH1) | Rozhodčí: Jan Hribik Sirko Hunnius Čároví: Tibor Rovenský Joonas Saha |
| 24 min | 24 min | Tresty                      | 6 min                                                  | Rozhodčí: Jan Hribik Sirko Hunnius Čároví: Tibor Rovenský Joonas Saha |
| 24 | 24 | Střely                      | 35                                                     | Rozhodčí: Jan Hribik Sirko Hunnius Čároví: Tibor Rovenský Joonas Saha |

| 17. dubna 2016 22:00 | Lotyšsko | 1 : 12 (0:2, 1:6, 0:4) | USA | Ralph Engelstad Arena, Grand Forks Návštěvnost: 2 560 |  |

| Zpráva                                              |                                                     |                                                        | |                                                                           |
| Niklāvs Rauza (od 31. min. Gustavs Grigals)         | Niklāvs Rauza (od 31. min. Gustavs Grigals)         | Brankáři                                               | Jake Oettinger | Rozhodčí: Marcus Linde Viki Trilar Čároví: Johannes Käck Nathan Vanoosten |
| V. Nazarovs (H. Štrombergs, N. Rauza) (VO1) – 28:26 | V. Nazarovs (H. Štrombergs, N. Rauza) (VO1) – 28:26 | 0:1 0:2 0:3 1:3 1:4 1:5 1:6 1:7 1:8 1:9 1:10 1:11 1:12 | 14:27 – J. Sanchez (T. Frederic, M. Hellickson) 16:29 – J. Anderson (K. Bellows, J. Greenway) 20:30 – K. Yamamoto (L. Brown, C. Mittelstadt) 29:38 – Z. Walker (K. Howdeshell, A. Fox) 30:03 – T. Frederic (W. Lockwood, M. Hellickson) 30:47 – A. Fox (K. Bellows, C. Keller) 36:31 – K. Yamamoto (L. Brown, L. Martin) (SV) 37:30 – N. Pastujov (Z. Walker) 48:04 – C. Keller (W. Lockwood, A. Fox) 51:56 – K. Bellows (C. Keller) 55:24 – T. Frederic (J. Greenway, W. Lockwood) (PH1) 58:44 – T. Frederic (VO1) | Rozhodčí: Marcus Linde Viki Trilar Čároví: Johannes Käck Nathan Vanoosten |
| 14 min                                              | 14 min                                              | Tresty                                                 | 37 min | Rozhodčí: Marcus Linde Viki Trilar Čároví: Johannes Käck Nathan Vanoosten |
| 23                                                  | 23                                                  | Střely                                                 | 58 | Rozhodčí: Marcus Linde Viki Trilar Čároví: Johannes Käck Nathan Vanoosten |

| 18. dubna 2016 19:00 | Rusko | 7 : 0 (4:0, 2:0, 1:0) | Lotyšsko | Ralph Engelstad Arena, Grand Forks Návštěvnost: 2 754 |  |

| Zpráva | |                             |                                                   |                                                                       |
| Danil Tarasov | Danil Tarasov | Brankáři                    | Mareks Egīls Mitens (od 18. min. Gustavs Grigals) | Rozhodčí: Jan Hribik Sirko Hunnius Čároví: Jake Davis David Nothegger |
| A. Svečnikov (P. Djomin, D. Samorukov) (PH1) – 11:09 A. Lipanov (I. Chechovič, V. Baranov) – 17:43 M. Bicadze (K. Kostin) – 17:57 M. Rubinčik (A. Lipanov) (VO1) – 18:55 M. Bicadze (K. Kostin, J. Alexejev) – 25:49 M. Marušev (V. Kuzněcov, D. Samorukov) – 34:35 M. Marušev (V. Kuzněcov, A. Alexejev) (PH2) – 44:06 | A. Svečnikov (P. Djomin, D. Samorukov) (PH1) – 11:09 A. Lipanov (I. Chechovič, V. Baranov) – 17:43 M. Bicadze (K. Kostin) – 17:57 M. Rubinčik (A. Lipanov) (VO1) – 18:55 M. Bicadze (K. Kostin, J. Alexejev) – 25:49 M. Marušev (V. Kuzněcov, D. Samorukov) – 34:35 M. Marušev (V. Kuzněcov, A. Alexejev) (PH2) – 44:06 | 1:0 2:0 3:0 4:0 5:0 6:0 7:0 |                                                   | Rozhodčí: Jan Hribik Sirko Hunnius Čároví: Jake Davis David Nothegger |
| 24 min | 24 min | Tresty                      | 32 min                                            | Rozhodčí: Jan Hribik Sirko Hunnius Čároví: Jake Davis David Nothegger |
| 46 | 46 | Střely                      | 20                                                | Rozhodčí: Jan Hribik Sirko Hunnius Čároví: Jake Davis David Nothegger |

| 18. dubna 2016 22:45 | Švýcarsko | 1 : 8 (1:1, 0:3, 0:4) | Švédsko | Ralph Engelstad Arena, Grand Forks Návštěvnost: 2 787 |  |

| Zpráva                                    |                                           |                                     | |                                                                              |
| Matteo Ritz (od 20. min. Leo Chuard)      | Matteo Ritz (od 20. min. Leo Chuard)      | Brankáři                            | Filip Gustavsson | Rozhodčí: Cameron Voss Shane Warschaw Čároví: Andrew Dalton Nathan Vanoosten |
| N. Eggenberger (E. Riva, T. Lust) – 08:55 | N. Eggenberger (E. Riva, T. Lust) – 08:55 | 1:0 1:1 1:2 1:3 1:4 1:5 1:6 1:7 1:8 | 15:04 – A. Nylander (L. Andersson, E. Pettersson) 22:33 – M. Davidsson (T. Liljegren, A. Nylander) (PH1) 36:09 – M. Davidsson (J. Bratt, A. Nylander) (PH1) 38:56 – A. Nylander (E. Pettersson) 46:28 – T. Wahlgren (L. Andersson, A. Nylander) (PH1) 48:17 – T. Wahlgren (A. Nylander) (PH1) 49:25 – T. Wahlgren (E. Pettersson, L. Andersson) (PH1) 50:04 – J. Bokvist (R. Hugg, J. Sellgren) | Rozhodčí: Cameron Voss Shane Warschaw Čároví: Andrew Dalton Nathan Vanoosten |
| 18 min                                    | 18 min                                    | Tresty                              | 8 min | Rozhodčí: Cameron Voss Shane Warschaw Čároví: Andrew Dalton Nathan Vanoosten |
| 13                                        | 13                                        | Střely                              | 36 | Rozhodčí: Cameron Voss Shane Warschaw Čároví: Andrew Dalton Nathan Vanoosten |

| 19. dubna 2016 19:00 | Švédsko | 5 : 1 (1:0, 3:0, 1:1) | Rusko | Ralph Engelstad Arena, Grand Forks Návštěvnost: 2 619 |  |

| Zpráva | |                         |                                                |                                                                           |
| Filip Gustavsson Filip Larsson | Filip Gustavsson Filip Larsson | Brankáři                | Maksim Zhukov (od 23. min. Danil Tarasov)      | Rozhodčí: Vladimír Baluška Brett Sheva Čároví: Tibor Rovenský Joonas Saha |
| L. Andersson (E. Pettersson, T. Liljegren) – 11:52 T. Wahlgren (L. Lindström, J. Moverare) – 20:52 O. Steen (T. Liljegren, M. Davidsson) – 22:20 L. Andersson (E. Pettersson, A. Thilander) (PH1) – 23:19 A. Jonsson Fjällby – 51:37 | L. Andersson (E. Pettersson, T. Liljegren) – 11:52 T. Wahlgren (L. Lindström, J. Moverare) – 20:52 O. Steen (T. Liljegren, M. Davidsson) – 22:20 L. Andersson (E. Pettersson, A. Thilander) (PH1) – 23:19 A. Jonsson Fjällby – 51:37 | 1:0 2:0 3:0 4:0 5:0 5:1 | 56:19 – A. Svečnikov (P. Djomin, D. Samorukov) | Rozhodčí: Vladimír Baluška Brett Sheva Čároví: Tibor Rovenský Joonas Saha |
| 8 min | 8 min | Tresty                  | 8 min                                          | Rozhodčí: Vladimír Baluška Brett Sheva Čároví: Tibor Rovenský Joonas Saha |
| 41 | 41 | Střely                  | 23                                             | Rozhodčí: Vladimír Baluška Brett Sheva Čároví: Tibor Rovenský Joonas Saha |

| 19. dubna 2016 02:30 | USA | 4 : 0 (2:0, 1:0, 1:0) | Švýcarsko | Ralph Engelstad Arena, Grand Forks Návštěvnost: 2 267 |  |

| Zpráva | |                 |                 |                                                                                     |
| Joseph Woll | Joseph Woll | Brankáři        | Philip Wüthrich | Rozhodčí: Jacob Grumsen Jari-Pekka Pajula Čároví: Alexandr Sjsujev Nathan Vanoosten |
| C. Mittelstadt (L. Brown, L. Martin) – 12:46 K. Yamamoto (R. Lindgren, L. Martin) (PH1) – 16:43 G. McPhee (W. Lockwood) – 25:24 C. Mittelstadt (L. Brown, K. Yamamoto) – 56:23 | C. Mittelstadt (L. Brown, L. Martin) – 12:46 K. Yamamoto (R. Lindgren, L. Martin) (PH1) – 16:43 G. McPhee (W. Lockwood) – 25:24 C. Mittelstadt (L. Brown, K. Yamamoto) – 56:23 | 1:0 2:0 3:0 4:0 |                 | Rozhodčí: Jacob Grumsen Jari-Pekka Pajula Čároví: Alexandr Sjsujev Nathan Vanoosten |
| 2 min | 2 min | Tresty          | 8 min           | Rozhodčí: Jacob Grumsen Jari-Pekka Pajula Čároví: Alexandr Sjsujev Nathan Vanoosten |
| 37 | 37 | Střely          | 15              | Rozhodčí: Jacob Grumsen Jari-Pekka Pajula Čároví: Alexandr Sjsujev Nathan Vanoosten |

### Skupina B

#### Tabulka
| Tým       | Z | V | VP | PP | P | GV | GI | +/- | B  |
| --------- | - | - | -- | -- | - | -- | -- | --- | -- |
| Kanada    | 4 | 4 | 0  | 0  | 0 | 19 | 5  | +14 | 12 |
| Finsko    | 4 | 2 | 1  | 0  | 1 | 13 | 9  | +4  | 8  |
| Slovensko | 4 | 2 | 0  | 0  | 2 | 12 | 14 | −2  | 6  |
| Česko     | 4 | 1 | 0  | 1  | 2 | 16 | 13 | +3  | 4  |
| Dánsko    | 4 | 0 | 0  | 0  | 4 | 9  | 28 | −19 | 0  |

#### Zápasy
| 14. dubna 2016 22:45 | Slovensko | 5 : 4 (4:3, 0:1, 1:0) | Dánsko | Ralph Engelstad Arena, Grand Forks Návštěvnost: 2 557 |  |

| Zpráva | |                                     | |                                                                            |
| David Hrenák (od 5. min. Roman Durný) | David Hrenák (od 5. min. Roman Durný) | Brankáři                            | Kasper Krog Mads-Emil Gransøe | Rozhodčí: Roy Stian Hansen Jan Hribik Čároví: Dmitrij Goljak Johannes Käck |
| J. Lacka (M. Fehérváry) – 02:43 S. Solenský (A. Ružička) – 04:55 S. Buček – 10:59 S. Solenský (A. Ružička, J. Lacka) – 17:45 M. Roman – 48:11 | J. Lacka (M. Fehérváry) – 02:43 S. Solenský (A. Ružička) – 04:55 S. Buček – 10:59 S. Solenský (A. Ružička, J. Lacka) – 17:45 M. Roman – 48:11 | 1:0 1:1 1:2 1:3 2:3 3:3 4:3 4:4 5:4 | 03:25 – J. Schmidt-Svejstrup (Ch. Mathiasen-Wejse) 03:58 – M. Molge 04:21 – N. Krag (J. Rondbjerg) 25:54 – J. Blichfeldt (N. Krag, O. Gatz) (PH1) | Rozhodčí: Roy Stian Hansen Jan Hribik Čároví: Dmitrij Goljak Johannes Käck |
| 10 min | 10 min | Tresty                              | 8 min | Rozhodčí: Roy Stian Hansen Jan Hribik Čároví: Dmitrij Goljak Johannes Käck |
| 33 | 33 | Střely                              | 16 | Rozhodčí: Roy Stian Hansen Jan Hribik Čároví: Dmitrij Goljak Johannes Käck |

| 14. dubna 2016 01:00 | Česko | 3 : 4 SN (1:3, 0:0, 2:0; 0:0; 0:1) | Finsko | Icon Sports Center, Grand Forks Návštěvnost: 406 |  |

| Zpráva | |                                                    | |                                                                            |
| Josef Kořenář | Josef Kořenář | Brankáři                                           | Leevi Laakso | Rozhodčí: Sirko Hunnius Jeff Ingram Čároví: David Nothegger Tibor Rovenský |
| F. Zadina (K. Reichel, L. Hájek) (PH1) – 12:31 R. Pavlík (F. Zadina) – 45:41 O. Najman (D. Kvasnička, M. Bělohorský) – 52:11 Kristian Reichel Filip Zadina Ondřej Najman | F. Zadina (K. Reichel, L. Hájek) (PH1) – 12:31 R. Pavlík (F. Zadina) – 45:41 O. Najman (D. Kvasnička, M. Bělohorský) – 52:11 Kristian Reichel Filip Zadina Ondřej Najman | 0:1 1:1 1:2 1:3 2:3 3:3 Samostatné nájezdy 0:0 0:1 | 09:58 – E. Tolvanen (E. Tuulola) (PH1) 14:19 – K. Veslainen (E. Tolvanen) 16:24 – E. Oksanen (O. Somppi, J. Kuokkanen) (PH1) Eeli Tolvanen Aapeli Räsänen Janne Kuokkanen | Rozhodčí: Sirko Hunnius Jeff Ingram Čároví: David Nothegger Tibor Rovenský |
| 8 min | 8 min | Tresty                                             | 8 min | Rozhodčí: Sirko Hunnius Jeff Ingram Čároví: David Nothegger Tibor Rovenský |
| 29 | 29 | Střely                                             | 47 | Rozhodčí: Sirko Hunnius Jeff Ingram Čároví: David Nothegger Tibor Rovenský |

| 15. dubna 2016 02:00 | Dánsko | 2 : 10 (2:2, 0:5, 0:3) | Kanada | Ralph Engelstad Arena, Grand Forks Návštěvnost: 2 475 |  |

| Zpráva                                                                                   |                                                                                          |                                                  | |                                                                         |
| Kasper Krog Mads-Emil Gransøe                                                            | Kasper Krog Mads-Emil Gransøe                                                            | Brankáři                                         | Stuart Skinner | Rozhodčí: Cameron Voss Shane Warschaw Čároví: Jake Davis Dmitrij Goljak |
| J. Schmidt-Svejstrup (D. Nielsen) – 05:31 J. Blichfeldt (O. Gatz, N. Krag) (PH1) – 06:10 | J. Schmidt-Svejstrup (D. Nielsen) – 05:31 J. Blichfeldt (O. Gatz, N. Krag) (PH1) – 06:10 | 0:1 0:2 1:2 2:2 2:3 2:4 2:5 2:6 2:7 2:8 2:9 2:10 | 01:05 – J. Kyrou (C. Morrison, L. Stanley) 01:31 – B. Malenstyn (P. Laberge, D. Fabbro) 20:27 – J. Kyrou (T. Jost, N. Hague) 26:30 – M. Comtois 27:21 – M. Shaw (P. Laberge, M. Phillips) (PH1) 27:55 – W. Bitten (D. Fabbro, Jost) (PH1) 34:13 – J. Kyrou (W. Bitten, D. Quenneville) 44:26 – J. Kyrou (T. Jost, Tippet) 50:02 – T. Jost (D. Quenneville, C. Morrison) 53:42 – T. Jost (D. Fabbro, W. Bitten) (PH1) | Rozhodčí: Cameron Voss Shane Warschaw Čároví: Jake Davis Dmitrij Goljak |
| 12 min                                                                                   | 12 min                                                                                   | Tresty                                           | 10 min | Rozhodčí: Cameron Voss Shane Warschaw Čároví: Jake Davis Dmitrij Goljak |
| 9                                                                                        | 9                                                                                        | Střely                                           | 52 | Rozhodčí: Cameron Voss Shane Warschaw Čároví: Jake Davis Dmitrij Goljak |

| 16. dubna 2016 01:00 | Finsko | 4 : 2 (1:0, 2:2, 1:0) | Slovensko | Icon Sports Center, Grand Forks Návštěvnost: 427 |  |

| Zpráva | |                         |                                                                         |                                                                           |
| Leevi Laakso | Leevi Laakso | Brankáři                | Roman Durný                                                             | Rozhodčí: Jacob Grumsen Cameron Voss Čároví: Andrew Dalton Libor Suchánek |
| A. Rasenen (K. Vesalianen, J. Välimäki) – 13:20 K. Vesalianen (A. Rasenen) – 22:02 O. Mäkinen (J. Jääskä) – 33:39 O. Mäkinen (K. Vesalianen) – 52:19 | A. Rasenen (K. Vesalianen, J. Välimäki) – 13:20 K. Vesalianen (A. Rasenen) – 22:02 O. Mäkinen (J. Jääskä) – 33:39 O. Mäkinen (K. Vesalianen) – 52:19 | 1:0 2:0 2:1 3:1 3:2 4:2 | 28:24 – S. Buček (M. Fehérváry) (PH1) 34:01 – A. Ružička (M. Fehérváry) | Rozhodčí: Jacob Grumsen Cameron Voss Čároví: Andrew Dalton Libor Suchánek |
| 16 min | 16 min | Tresty                  | 8 min                                                                   | Rozhodčí: Jacob Grumsen Cameron Voss Čároví: Andrew Dalton Libor Suchánek |
| 32 | 32 | Střely                  | 16                                                                      | Rozhodčí: Jacob Grumsen Cameron Voss Čároví: Andrew Dalton Libor Suchánek |

| 16. dubna 2016 02:30 | Kanada | 3 : 1 (2:0, 1:0, 0:1) | Česko | Ralph Engelstad Arena, Grand Forks Návštěvnost: 2 478 |  |

| Zpráva | |                 |                         |                                                                                      |
| Evan Fitzpatrick                                                                                            | Evan Fitzpatrick                                                                                            | Brankáři        | Josef Kořenář           | Rozhodčí: Vladimír Baluška Jari-Pekka Pajula Čároví: Dmitrij Goljak Alexandr Sjsujev |
| B. Howden (D. Fabbro) – 17:41 D. Quenneville (T. Jost, D. Fabbro) (PH1) – 18:58 B. Howden (M. Shaw) – 25:17 | B. Howden (D. Fabbro) – 17:41 D. Quenneville (T. Jost, D. Fabbro) (PH1) – 18:58 B. Howden (M. Shaw) – 25:17 | 1:0 2:0 3:0 3:1 | 42:35 – F. Zadina (PH1) | Rozhodčí: Vladimír Baluška Jari-Pekka Pajula Čároví: Dmitrij Goljak Alexandr Sjsujev |
| 14 min | 14 min | Tresty          | 8 min                   | Rozhodčí: Vladimír Baluška Jari-Pekka Pajula Čároví: Dmitrij Goljak Alexandr Sjsujev |
| 28 | 28 | Střely          | 39                      | Rozhodčí: Vladimír Baluška Jari-Pekka Pajula Čároví: Dmitrij Goljak Alexandr Sjsujev |

| 17. dubna 2016 02:00 | Dánsko | 1 : 4 (1:2, 0:1, 0:1) | Finsko | Ralph Engelstad Arena, Grand Forks Návštěvnost: 2 644 |  |

| Zpráva                                                |                                                       |                     | |                                                                            |
| Kasper Krog                                           | Kasper Krog                                           | Brankáři            | Leevi Laakso | Rozhodčí: Brett Sheva Shane Warschaw Čároví: Tibor Rovenský Libor Suchánek |
| Ch. Mathiasen-Wejse (N. Krag, R. Heine) (PH1) – 16:17 | Ch. Mathiasen-Wejse (N. Krag, R. Heine) (PH1) – 16:17 | 0:1 0:2 1:2 1:3 1:4 | 07:38 – J. Kuokkanen (O. Mäkinen) 14:56 – E. Tuolola (K. Kotkansalo) 34:16 – E. Tuolvanen (A. Räsänen, U. Vaakanainen) 59:40 – E. Tuolvanen (A. Räsänen, K. Kotkansalo) (PB) | Rozhodčí: Brett Sheva Shane Warschaw Čároví: Tibor Rovenský Libor Suchánek |
| 6 min                                                 | 6 min                                                 | Tresty              | 6 min | Rozhodčí: Brett Sheva Shane Warschaw Čároví: Tibor Rovenský Libor Suchánek |
| 10                                                    | 10                                                    | Střely              | 46 | Rozhodčí: Brett Sheva Shane Warschaw Čároví: Tibor Rovenský Libor Suchánek |

| 18. dubna 2016 01:00 | Česko | 9 : 2 (1:0, 2:1, 6:0) | Dánsko | Icon Sports Center, Grand Forks Návštěvnost: 417 |  |

| Zpráva | |                                             |                                                          |                                                                         |
| Josef Kořenář | Josef Kořenář | Brankáři                                    | Mads-Emil Gransøe                                        | Rozhodčí: Jeff Ingram Marcus Linde Čároví: Joonas Saha Alexandr Sjsujev |
| M. Kantner (P. Kousal, O. Najman) – 6:03 D. Kurovský (V. Budík, J. Karafiát) – 32:09 O. Najman – 32:49 M. Kantner (O. Najman, P. Kousal) – 41:37 M. Havelka (M. Zachar) – 45:12 F. Zadina (K. Reichel, V. Budík) – 49:52 O. Najman (D. Kvasnička, P. Kousal) – 50:45 J. Karafiát (D. Kurovský) – 52:12 L. Doudera (L. Hájek, O. Najman) – 59:59 | M. Kantner (P. Kousal, O. Najman) – 6:03 D. Kurovský (V. Budík, J. Karafiát) – 32:09 O. Najman – 32:49 M. Kantner (O. Najman, P. Kousal) – 41:37 M. Havelka (M. Zachar) – 45:12 F. Zadina (K. Reichel, V. Budík) – 49:52 O. Najman (D. Kvasnička, P. Kousal) – 50:45 J. Karafiát (D. Kurovský) – 52:12 L. Doudera (L. Hájek, O. Najman) – 59:59 | 1:0 1:1 2:1 3:1 4:1 5:1 6:1 7:1 8:1 8:2 9:2 | 31:00 – D. Nielsen 54:26 – J. Blichfeldt (N. Krag) (PH2) | Rozhodčí: Jeff Ingram Marcus Linde Čároví: Joonas Saha Alexandr Sjsujev |
| 14 min | 14 min | Tresty                                      | 22 min                                                   | Rozhodčí: Jeff Ingram Marcus Linde Čároví: Joonas Saha Alexandr Sjsujev |
| 35 | 35 | Střely                                      | 22                                                       | Rozhodčí: Jeff Ingram Marcus Linde Čároví: Joonas Saha Alexandr Sjsujev |

| 18. dubna 2016 02:30 | Kanada | 3 : 1 (0:0, 3:0, 0:1) | Slovensko | Ralph Engelstad Arena, Grand Forks Návštěvnost: 2 122 |  |

| Zpráva | |                 |                        |                                                                        |
| Stuart Skinner                                                                                                   | Stuart Skinner                                                                                                   | Brankáři        | Roman Durný            | Rozhodčí: Brett Sheva Viki Trilar Čároví: Johannes Käck Libor Suchánek |
| D. Quenneville (T. Jost) – 23:50 B. Howden (N. Gregor, C. Hall) – 28:16 B. Katchouk (T. Jost, W. Bitten) – 39:20 | D. Quenneville (T. Jost) – 23:50 B. Howden (N. Gregor, C. Hall) – 28:16 B. Katchouk (T. Jost, W. Bitten) – 39:20 | 1:0 2:0 3:0 3:1 | 50:17 – S. Buček (VO1) | Rozhodčí: Brett Sheva Viki Trilar Čároví: Johannes Käck Libor Suchánek |
| 18 min | 18 min | Tresty          | 10 min                 | Rozhodčí: Brett Sheva Viki Trilar Čároví: Johannes Käck Libor Suchánek |
| 39 | 39 | Střely          | 27                     | Rozhodčí: Brett Sheva Viki Trilar Čároví: Johannes Käck Libor Suchánek |

| 19. dubna 2016 22:45 | Finsko | 1 : 3 (0:2, 0:0, 1:1) | Kanada | Ralph Engelstad Arena, Grand Forks Návštěvnost: 2 832 |  |

| Zpráva                                 |                                        |                 | |                                                                               |
| Leevi Laakso                           | Leevi Laakso                           | Brankáři        | Evan Fitzpatrick                                                                                                  | Rozhodčí: Roy Stian Hansen Marcus Linde Čároví: Andrew Dalton David Nothegger |
| E. Tuulola (R. Salo, M. Nurmi) – 54:44 | E. Tuulola (R. Salo, M. Nurmi) – 54:44 | 0:1 0:2 1:2 1:3 | 07:16 – P. Laberge (J. Kyrou, M. Shaw) (PH1) 12:30 – D. Quenneville 59:24 – T. Jost (M. McLeod, J. Chychrun) (PB) | Rozhodčí: Roy Stian Hansen Marcus Linde Čároví: Andrew Dalton David Nothegger |
| 6 min                                  | 6 min                                  | Tresty          | 18 min | Rozhodčí: Roy Stian Hansen Marcus Linde Čároví: Andrew Dalton David Nothegger |
| 27                                     | 27                                     | Střely          | 24 | Rozhodčí: Roy Stian Hansen Marcus Linde Čároví: Andrew Dalton David Nothegger |

| 19. dubna 2016 01:00 | Slovensko | 4 : 3 (1:2, 1:1, 2:0) | Česko | Icon Sports Center, Grand Forks Návštěvnost: 463 |  |

| Zpráva | |                             | |                                                                         |
| Roman Durný | Roman Durný | Brankáři                    | Josef Kořenář | Rozhodčí: Cameron Voss Shane Warschaw Čároví: Jake Davis Dmitrij Goljak |
| A. Liška (E. Smolka) – 03:18 P. Bjalončík (D. Kmec) (VO1) – 35:01 Solensky (ts.) – 42:09 s. Buček (M. Studenič, M. Roman) – 56:33 | A. Liška (E. Smolka) – 03:18 P. Bjalončík (D. Kmec) (VO1) – 35:01 Solensky (ts.) – 42:09 s. Buček (M. Studenič, M. Roman) – 56:33 | 0:1 1:1 1:2 1:3 2:3 3:3 4:3 | 01:18 – M. Zachar (M. Havelka) 12:22 – J. Karafiát (M. Bělohorský, D. Kurovský) 20:43 – F. Zadina (L. Doudera, K. Reichel) | Rozhodčí: Cameron Voss Shane Warschaw Čároví: Jake Davis Dmitrij Goljak |
| 16 min | 16 min | Tresty                      | 10 min | Rozhodčí: Cameron Voss Shane Warschaw Čároví: Jake Davis Dmitrij Goljak |
| 35 | 35 | Střely                      | 36 | Rozhodčí: Cameron Voss Shane Warschaw Čároví: Jake Davis Dmitrij Goljak |

## O udržení
Všechny časy zápasů jsou uvedeny ve středoevropském letním čase (UTC +2). Série se hrála na dva vítězné zápasy.
| 21. dubna 2016 18:00 | Lotyšsko | 5 : 1 (1:1, 1:0, 3:0) | Dánsko | Icon Sports Center, Grand Forks Návštěvnost: 101 |  |

| Zpráva | |                         |                                       |                                                                               |
| Gustav Grigals | Gustav Grigals | Brankáři                | Kasper Krog                           | Rozhodčí: Roy Stian Hansen Viki Trilar Čároví: David Nothegger Tibor Rovenský |
| D. Smirnovs (T. Zeile, P. Svars) – 13:25 V. Vulkanovs (T. Zeile, P. Svars) (PH1) – 28:50 T. Zeile (P. Svars, R. Krastenbergs) (PH1) – 51:14 E. Kļaviņš (P. Svars) – 55:12 E. Kļaviņš (R. Krastenbergs) (PB) – 58:37 | D. Smirnovs (T. Zeile, P. Svars) – 13:25 V. Vulkanovs (T. Zeile, P. Svars) (PH1) – 28:50 T. Zeile (P. Svars, R. Krastenbergs) (PH1) – 51:14 E. Kļaviņš (P. Svars) – 55:12 E. Kļaviņš (R. Krastenbergs) (PB) – 58:37 | 1:0 1:1 2:1 3:1 4:1 5:1 | 15:30 – J. Blichfeldt (O. Gatz) (PH1) | Rozhodčí: Roy Stian Hansen Viki Trilar Čároví: David Nothegger Tibor Rovenský |
| 18 min | 18 min | Tresty                  | 10 min                                | Rozhodčí: Roy Stian Hansen Viki Trilar Čároví: David Nothegger Tibor Rovenský |
| 26 | 26 | Střely                  | 22                                    | Rozhodčí: Roy Stian Hansen Viki Trilar Čároví: David Nothegger Tibor Rovenský |

| 22. dubna 2016 02:00 | Dánsko | 4 : 1 (1:0, 1:0, 2:1) | Lotyšsko | Ralph Engelstad Arena, Grand Forks Návštěvnost: 3 703 |  |

| Zpráva | |                     |                                                       |                                                                                    |
| Kasper Krog | Kasper Krog | Brankáři            | Mareks Egīls Mitens                                   | Rozhodčí: Jari-Pekka Pajula Shane Warschaw Čároví: Libor Suchánek Alexandr Sjsujev |
| M. Molge (J. Blichfeldt, O. Larsen) – 17:00 C. Mortensen (R. Mohr, J. Røndbjerg) – 21:24 J. Jessen (C. Mathiasen-Wejse) (PB) – 57:19 A. Grundtvig (J. Røndbjerg) – 58:04 | M. Molge (J. Blichfeldt, O. Larsen) – 17:00 C. Mortensen (R. Mohr, J. Røndbjerg) – 21:24 J. Jessen (C. Mathiasen-Wejse) (PB) – 57:19 A. Grundtvig (J. Røndbjerg) – 58:04 | 1:0 2:0 2:1 3:1 4:1 | 56:55 – R. Blugers (R. Krastenbergs, E. Kļaviņš) (SV) | Rozhodčí: Jari-Pekka Pajula Shane Warschaw Čároví: Libor Suchánek Alexandr Sjsujev |
| 10 min | 10 min | Tresty              | 4 min                                                 | Rozhodčí: Jari-Pekka Pajula Shane Warschaw Čároví: Libor Suchánek Alexandr Sjsujev |
| 22 | 22 | Střely              | 32                                                    | Rozhodčí: Jari-Pekka Pajula Shane Warschaw Čároví: Libor Suchánek Alexandr Sjsujev |

| 24. dubna 2016 18:00 | Lotyšsko | 4 : 3 SN (0:1, 0:1, 3:1; 0:0; 1:0) | Dánsko | Ralph Engelstad Arena, Grand Forks Návštěvnost: 3 039 |  |

| Zpráva | |                                                            | |                                                                            |
| Gustavs Grigals | Gustavs Grigals | Brankáři                                                   | Kasper Krog | Rozhodčí: Vladimír Baluška Jeff Ingram Čároví: Jake Davis Nathan Vanoosten |
| R. Krastenbergs (V. Nazarovs, P. Svars) (PH1) – 44:57 D. Smirnovs (S. Smons) (PH1) – 53:56 T. Zeile (R. Krastenbergs, G. Grigals) – 58:53 R. Krastenbergs Vlads Vulkanovs Emīls Ģēģeris Deniss Smirnovs | R. Krastenbergs (V. Nazarovs, P. Svars) (PH1) – 44:57 D. Smirnovs (S. Smons) (PH1) – 53:56 T. Zeile (R. Krastenbergs, G. Grigals) – 58:53 R. Krastenbergs Vlads Vulkanovs Emīls Ģēģeris Deniss Smirnovs | 0:1 0:2 1:2 1:3 2:3 3:3 Samostatné nájezdy 0:0 1:0 1:1 2:1 | 11:31 – Ch. Mathiasen-Wejse (A. Grundtvig, O. Gatz) (PH1) 24:05 – Gatz (N. Krag, J. Blichfeldt) (PH2) 48:17 – A. Grundtvig (Ch. Gath, C. Mortensen) Jacob Schmidt-Svejstrup Joachim Blichfeldt Rasmus Heine Rasmus Heine | Rozhodčí: Vladimír Baluška Jeff Ingram Čároví: Jake Davis Nathan Vanoosten |
| 37 min | 37 min | Tresty                                                     | 16 min | Rozhodčí: Vladimír Baluška Jeff Ingram Čároví: Jake Davis Nathan Vanoosten |
| 41 | 41 | Střely                                                     | 25 | Rozhodčí: Vladimír Baluška Jeff Ingram Čároví: Jake Davis Nathan Vanoosten |

## Play off

### Pavouk
|  | Čtvrtfinále 1 |               |               |  |    |              |              |              |  |               |               |               |   |
|  | A1            | USA           | 8             |  |    |              |              |              |  |               |               |               |   |
|  | B4            | Česko         | 0             |  |    | Semifinále 1 | Semifinále 1 | Semifinále 1 |  |               |               |               |   |
|  |               |               |               |  |    | A1           | USA          | 2            |  |               |               |               |   |
|  | Čtvrtfinále 2 | Čtvrtfinále 2 | Čtvrtfinále 2 |  | B2 | Finsko       | 4            |              |  |               |               |               |   |
|  | B2            | Finsko        | 4             |  |    |              |              |              |  |               |               |               |   |
|  | A3            | Rusko         | 3             |  |    |              |              |              |  | Finále        | Finále        | Finále        |   |
|  |               |               |               |  |    |              |              |              |  |               | B2            | Finsko        | 6 |
|  | Čtvrtfinále 3 | Čtvrtfinále 3 | Čtvrtfinále 3 |  |    |              |              |              |  |               | A2            | Švédsko       | 1 |
|  | B1            | Kanada        | 9             |  |    |              |              |              |  |               |               |               |   |
|  | A4            | Švýcarsko     | 1             |  |    | Semifinále 2 | Semifinále 2 | Semifinále 2 |  | Zápas o bronz | Zápas o bronz | Zápas o bronz |   |
|  |               |               |               |  |    | B1           | Kanada       | 5            |  | A1            | USA           | 10            |   |
|  | Čtvrtfinále 4 | Čtvrtfinále 4 | Čtvrtfinále 4 |  | A2 | Švédsko      | 6sn          |              |  | B1            | Kanada        | 3             |   |
|  | A2            | Švédsko       | 7             |  |    |              |              |              |  |               |               |               |   |
|  | B3            | Slovensko     | 2             |  |    |              |              |              |  |               |               |               |   |

Všechny časy zápasů jsou uvedeny ve středoevropském letním čase (UTC +2).

### Čtvrtfinále
| 21. dubna 2016 19:00 | Finsko | 4 : 3 (1:0, 3:2, 0:1) | Rusko | Ralph Engelstad Arena, Grand Forks Návštěvnost: 2 177 |  |

| Zpráva | |                             | |                                                                          |
| Ukko-Pekka Luukkonen | Ukko-Pekka Luukkonen | Brankáři                    | Danil Tarasov | Rozhodčí: Vladimír Baluška Marcus Linde Čároví: Jake Davis Johannes Käck |
| E. Tolvanen (K. Vesalainen, H. Jokiharju) – 16:19 J. Puljujärvi (M. Heiskanen) (PH1) – 26:31 E. Tolvanen (U. Vaakanainen) – 30:48 E. Tolvanen (J. Puljujärvi, A. Rasanen) (PH1) – 39:39 | E. Tolvanen (K. Vesalainen, H. Jokiharju) – 16:19 J. Puljujärvi (M. Heiskanen) (PH1) – 26:31 E. Tolvanen (U. Vaakanainen) – 30:48 E. Tolvanen (J. Puljujärvi, A. Rasanen) (PH1) – 39:39 | 1:0 2:0 2:1 3:1 3:2 4:2 4:3 | 30:07 – M. Marušev (D. Lobanov, V. Kuzněcov) 31:05 – D. Samorukov (J. Alexejev) 52:31 – J. Alexejev (M. Bicadze, K. Kostin) (PH1) | Rozhodčí: Vladimír Baluška Marcus Linde Čároví: Jake Davis Johannes Käck |
| 8 min | 8 min | Tresty                      | 10 min | Rozhodčí: Vladimír Baluška Marcus Linde Čároví: Jake Davis Johannes Käck |
| 32 | 32 | Střely                      | 26 | Rozhodčí: Vladimír Baluška Marcus Linde Čároví: Jake Davis Johannes Käck |

| 21. dubna 2016 22:45 | Kanada | 9 : 1 (1:0, 3:2, 0:1) | Švýcarsko | Ralph Engelstad Arena, Grand Forks Návštěvnost: 2 164 |  |

| Zpráva | |                                         |                                                 |                                                                        |
| Evan Fitzpatrick | Evan Fitzpatrick | Brankáři                                | Philip Wüthrich                                 | Rozhodčí: Jacob Grumsen Cameron Voss Čároví: Andrew Dalton Joonas Saha |
| T. Jost (W. Bitten, D. Fabbro) (VO1) – 06:40 D. Quenneville (B. Howden, T. Jost) (PH1) – 11:56 T. Jost (B. Howden) (PH1) – 23:36 C. Morrison (B. Howden, D. Fabbro) – 30:17 M. McLeod (J. Kyrou) – 36:19 B. Howden (D. Fabbro, T. Jost) (PH1) – 42:01 T. Jost (W. Bitten, D. Quenneville) (PH1) – 50:07 M. McLeod (O. Tippett, M. Comtois) – 51:21 B. Howden (N. Gregor, C. Morrison) – 55:25 | T. Jost (W. Bitten, D. Fabbro) (VO1) – 06:40 D. Quenneville (B. Howden, T. Jost) (PH1) – 11:56 T. Jost (B. Howden) (PH1) – 23:36 C. Morrison (B. Howden, D. Fabbro) – 30:17 M. McLeod (J. Kyrou) – 36:19 B. Howden (D. Fabbro, T. Jost) (PH1) – 42:01 T. Jost (W. Bitten, D. Quenneville) (PH1) – 50:07 M. McLeod (O. Tippett, M. Comtois) – 51:21 B. Howden (N. Gregor, C. Morrison) – 55:25 | 1:0 2:0 3:0 4:0 5:0 5:1 6:1 7:1 8:1 9:1 | 38:37 – J. Loosli (P. Kuruashev, E. Riva) (PH1) | Rozhodčí: Jacob Grumsen Cameron Voss Čároví: Andrew Dalton Joonas Saha |
| 16 min | 16 min | Tresty                                  | 10 min                                          | Rozhodčí: Jacob Grumsen Cameron Voss Čároví: Andrew Dalton Joonas Saha |
| 45 | 45 | Střely                                  | 26                                              | Rozhodčí: Jacob Grumsen Cameron Voss Čároví: Andrew Dalton Joonas Saha |

| 21. dubna 2016 01:00 | Švédsko | 7 : 2 (3:1, 3:0, 1:1) | Slovensko | Icon Sports Center, Grand Forks Návštěvnost: 301 |  |

| Zpráva | |                                     |                                                                     |                                                                          |
| Filip Gustavsson | Filip Gustavsson | Brankáři                            | Roman Durný                                                         | Rozhodčí: Jan Hribik Brett Sheva Čároví: Libor Suchánek Alexandr Sjsujev |
| E. Brännström (L. Lindström) – 11:37 L. Lindström (T. Liljegren) (PP) – 15:24 R. Hugg (A. Jonsson Fjällby, E. Brännström) (PH1) – 16:28 J. Boqvist (A. Thilander, J. Moverare) – 33:59 A. Jonsson Fjällby (R. Hugg) – 38:50 J. Bratt – 39:31 T. Wahlgren (E. Pettersson, L. Andersson) (PH1) – 49:00 | E. Brännström (L. Lindström) – 11:37 L. Lindström (T. Liljegren) (PP) – 15:24 R. Hugg (A. Jonsson Fjällby, E. Brännström) (PH1) – 16:28 J. Boqvist (A. Thilander, J. Moverare) – 33:59 A. Jonsson Fjällby (R. Hugg) – 38:50 J. Bratt – 39:31 T. Wahlgren (E. Pettersson, L. Andersson) (PH1) – 49:00 | 0:1 1:1 2:1 3:1 4:1 5:1 6:1 6:2 7:2 | 06:03 – A. Ružička 44:28 – V. Zeleňák (S. Buček, M. Studenič) (PH1) | Rozhodčí: Jan Hribik Brett Sheva Čároví: Libor Suchánek Alexandr Sjsujev |
| 12 min | 12 min | Tresty                              | 16 min                                                              | Rozhodčí: Jan Hribik Brett Sheva Čároví: Libor Suchánek Alexandr Sjsujev |
| 42 | 42 | Střely                              | 20                                                                  | Rozhodčí: Jan Hribik Brett Sheva Čároví: Libor Suchánek Alexandr Sjsujev |

| 21. dubna 2016 02:30 | USA | 8 : 0 (0:0, 3:0, 5:0) | Česko | Ralph Engelstad Arena, Grand Forks Návštěvnost: 2 381 |  |

| Zpráva | |                                 |                                          |                                                                             |
| Jake Oettinger | Jake Oettinger | Brankáři                        | Josef Kořenář (od 44. min. Dominik Groh) | Rozhodčí: Sirko Hunnius Jeff Ingram Čároví: Dmitrij Goljak Nathan Vanoosten |
| C. Mittelstadt (L. Brown) –24:50 T. Frederic (W. Lockwood) – 25:51 J. Anderson (K. Bellows, C. Keller) (PH1) – 35:35 C. Keller (A. Fox, R. Lindgren) – 40:36 G. McPhee (N. Pastujov, A. Fox) – 43:40 N. Pastujov (Z. Walker, G. McPhee) – 43:53 J. Anderson (C. Keller) (VO1) – 49:51 R. Lindgren (N. Pastujov) (PH1) – 58:02 | C. Mittelstadt (L. Brown) –24:50 T. Frederic (W. Lockwood) – 25:51 J. Anderson (K. Bellows, C. Keller) (PH1) – 35:35 C. Keller (A. Fox, R. Lindgren) – 40:36 G. McPhee (N. Pastujov, A. Fox) – 43:40 N. Pastujov (Z. Walker, G. McPhee) – 43:53 J. Anderson (C. Keller) (VO1) – 49:51 R. Lindgren (N. Pastujov) (PH1) – 58:02 | 1:0 2:0 3:0 4:0 5:0 6:0 7:0 8:0 |                                          | Rozhodčí: Sirko Hunnius Jeff Ingram Čároví: Dmitrij Goljak Nathan Vanoosten |
| 8 min | 8 min | Tresty                          | 16 min                                   | Rozhodčí: Sirko Hunnius Jeff Ingram Čároví: Dmitrij Goljak Nathan Vanoosten |
| 38 | 38 | Střely                          | 15                                       | Rozhodčí: Sirko Hunnius Jeff Ingram Čároví: Dmitrij Goljak Nathan Vanoosten |

### Semifinále
| 23. dubna 2016 22:00 | USA | 2 : 4 (1:1, 0:0, 1:3) | Finsko | Icon Sports Center, Grand Forks Návštěvnost: 2 931 |  |

| Zpráva                                                                                    |                                                                                           |                         | |                                                                          |
| Joseph Woll                                                                               | Joseph Woll                                                                               | Brankáři                | Ukko-Pekka Luukkonen | Rozhodčí: Jan Hribik Marcus Linde Čároví: Johannes Käck Nathan Vanoosten |
| K. Bellows (A. Fox, C. Keller) – 11:42 K. Yamamoto (L. Martin, R. Lindgren) (PH1) – 56:33 | K. Bellows (A. Fox, C. Keller) – 11:42 K. Yamamoto (L. Martin, R. Lindgren) (PH1) – 56:33 | 1:0 1:1 1:2 2:2 2:3 2:4 | 15:50 – U. Vaakanainen (H. Jokiharju, M. Nurmi) 55:11 – A. Räsänen (H. Jokiharju) (VO1) 59:23 – A. Räsänen (K. Vesalainen, J. Puljujärvi) (PH1) 59:59 – J. Puljujärvi (A. Räsänen) (PB) | Rozhodčí: Jan Hribik Marcus Linde Čároví: Johannes Käck Nathan Vanoosten |
| 31 min                                                                                    | 31 min                                                                                    | Tresty                  | 10 min | Rozhodčí: Jan Hribik Marcus Linde Čároví: Johannes Käck Nathan Vanoosten |
| 28                                                                                        | 28                                                                                        | Střely                  | 26 | Rozhodčí: Jan Hribik Marcus Linde Čároví: Johannes Käck Nathan Vanoosten |

| 23. dubna 2016 02:00 | Kanada | 5 : 6 SN (1:1, 1:2, 3:2; 0:0; 0:1) | Švédsko | Ralph Engelstad Arena, Grand Forks Návštěvnost: 3 073 |  |

| Zpráva | |                                                                            | |                                                                         |
| Evan Fitzpatrick | Evan Fitzpatrick | Brankáři                                                                   | Filip Gustavsson | Rozhodčí: Brett Sheva Cameron Voss Čároví: Andrew Dalton Dmitrij Goljak |
| P. Laberge (J. Chychrun) (PH1) – 02:20 D. Quenneville (M. McLeod) – 28:11 J. Chychrun (T. Jost) – 48:34 W. Bitten (M. Shaw, J. Chychrun) – 52:45 J. Kyrou (B. Katchouk, N. Hague) – 54:44 Tyson Jost William Bitten Brett Howden | P. Laberge (J. Chychrun) (PH1) – 02:20 D. Quenneville (M. McLeod) – 28:11 J. Chychrun (T. Jost) – 48:34 W. Bitten (M. Shaw, J. Chychrun) – 52:45 J. Kyrou (B. Katchouk, N. Hague) – 54:44 Tyson Jost William Bitten Brett Howden | 1:0 1:1 1:2 2:2 2:3 2:4 3:4 3:5 4:5 5:5 Samostatné nájezdy 0:0 0:1 1:1 1:2 | 16:35 – T. Wahlgren (E. Brannström, J. Bokvist) 21:17 – O. Steen (J. Bratt, J. Moverare) 29:42 – T. Söderlund (R. Hugg, A. Jonsson Fjallby) 47:50 – L. Andersson (J. Moverare, A. Nylander) 52:28 – E. Pettersson (A. Nylander) Lias Andersson Jesper Bratt Linus Lindström | Rozhodčí: Brett Sheva Cameron Voss Čároví: Andrew Dalton Dmitrij Goljak |
| 8 min | 8 min | Tresty                                                                     | 10 min | Rozhodčí: Brett Sheva Cameron Voss Čároví: Andrew Dalton Dmitrij Goljak |
| 59 | 59 | Střely                                                                     | 35 | Rozhodčí: Brett Sheva Cameron Voss Čároví: Andrew Dalton Dmitrij Goljak |

### Zápas o 3. místo
| 24. dubna 2016 22:00 | USA | 10 : 3 (6:1, 1:0, 3:2) | Kanada | Ralph Engelstad Arena, Grand Forks Návštěvnost: 3 448 |  |

| Zpráva | |                                                      | |                                                                           |
| Jake Oettinger | Jake Oettinger | Brankáři                                             | Stuart Skinner (od 8. min. Evan Fitzpatrick)                                                                                | Rozhodčí: Jan Hribik Marcus Linde Čároví: Libor Suchánek Alexandr Sjsujev |
| J. Anderson (C. Keller, Ch. Krys) (PH1) – 04:40 L. Brown (K. Yamamoto, C. Mittelstadt) – 05:11 K. Bellows (C. Keller, J. Greenway) – 07:28 L. Brown (C. Mittelstadt, K. Yamamoto) – 11:10 J. Anderson (C. Keller, J. Greenway) (VO1) – 14:11 N. Pastujov (K. Howdeshell, E. Lockwood) – 16:48 K. Yamamoto (C. Mittelstadt, L. Brown) (PH1) – 21:27 Z. Walker – 44:22 G. Luce (M. Hellickson, T. Frederic) (PH2) – 45:05 E. Lockwood (M. Hellickson, G. McPhee) – 58:59 | J. Anderson (C. Keller, Ch. Krys) (PH1) – 04:40 L. Brown (K. Yamamoto, C. Mittelstadt) – 05:11 K. Bellows (C. Keller, J. Greenway) – 07:28 L. Brown (C. Mittelstadt, K. Yamamoto) – 11:10 J. Anderson (C. Keller, J. Greenway) (VO1) – 14:11 N. Pastujov (K. Howdeshell, E. Lockwood) – 16:48 K. Yamamoto (C. Mittelstadt, L. Brown) (PH1) – 21:27 Z. Walker – 44:22 G. Luce (M. Hellickson, T. Frederic) (PH2) – 45:05 E. Lockwood (M. Hellickson, G. McPhee) – 58:59 | 1:0 2:0 2:1 3:1 4:1 5:1 6:1 7:1 8:1 9:1 9:2 9:3 10:3 | 06:31 – W. Bitten (M. Shaw, M. Phillips) 47:06 – C. Hall (M. Shaw, B. Malenstyn) 51:19 – O. Tippett (B. Malenstyn, C. Hall) | Rozhodčí: Jan Hribik Marcus Linde Čároví: Libor Suchánek Alexandr Sjsujev |
| 20 min | 20 min | Tresty                                               | 34 min | Rozhodčí: Jan Hribik Marcus Linde Čároví: Libor Suchánek Alexandr Sjsujev |
| 33 | 33 | Střely                                               | 32 | Rozhodčí: Jan Hribik Marcus Linde Čároví: Libor Suchánek Alexandr Sjsujev |

### Finále
| 24. dubna 2015 02:00 | Švédsko | 1 : 6 (0:3, 1:1, 0:2) | Finsko | Ralph Engelstad Arena, Grand Forks Návštěvnost: 3 543 |  |

| Zpráva                             |                                    |                             | |                                                                         |
| Ukko-Pekka Luukkonen               | Ukko-Pekka Luukkonen               | Brankáři                    | Filip Gustavsson (od 41. min. Filip Larsson) | Rozhodčí: Brett Sheva Cameron Voss Čároví: Andrew Dalton Dmitrij Goljak |
| L. Andersson (A. Nylander) – 32:01 | L. Andersson (A. Nylander) – 32:01 | 0:1 0:2 0:3 0:4 1:4 1:5 1:6 | 0:15 – E. Tolvanen (K. Kotkansalo) 15:28 – O. Somppi (J. Kuokkanen) 16:19 – E. Tuulola (J. Välimäki, A. Räsänen) 31:01 – J. Puljujärvi (J. Kuokkanen) 45:14 – J. Puljujärvi (J. Kuokkanen, K. Kotkansalo) 59:12 – J. Puljujärvi (E. Tolvanen) | Rozhodčí: Brett Sheva Cameron Voss Čároví: Andrew Dalton Dmitrij Goljak |
| 51 min                             | 51 min                             | Tresty                      | 16 min | Rozhodčí: Brett Sheva Cameron Voss Čároví: Andrew Dalton Dmitrij Goljak |
| 18                                 | 18                                 | Střely                      | 34 | Rozhodčí: Brett Sheva Cameron Voss Čároví: Andrew Dalton Dmitrij Goljak |

## Statistiky a hodnocení hráčů
Reference:  Archivováno 18. 10. 2016 na Wayback Machine.

### Nejlepší hráči podle direktoriátu IIHF
| Pozice              | Hráč             |
| ------------------- | ---------------- |
| Nejužitečnější hráč | Clayton Keller   |
| Brankář             | Filip Gustavsson |
| Obránce             | Adam Fox         |
| Útočník             | Tyson Jost       |

### All Stars
| Pozice          | Hráč                 |
| --------------- | -------------------- |
| Brankář         | Ukko-Pekka Luukkonen |
| Levý obránce    | Adam Fox             |
| Pravý obránce   | David Quenneville    |
| Levé křídlo     | Tyson Jost           |
| Střední útočník | Clayton Keller       |
| Pravé křídlo    | Jesse Puljujärvi     |

### Kanadské bodování
Toto je pořadí hráčů podle dosažených bodů, za jeden vstřelený gól nebo přihrávku na gól získal hráč jeden bod.
| Poř. | Hráč               | Záp. | G | A  | Body | +/− | PTM | Poz. |
| ---- | ------------------ | ---- | - | -- | ---- | --- | --- | ---- |
| 1.   | Tyson Jost         | 7    | 6 | 9  | 15   | +7  | 2   | ÚT   |
| 2.   | Clayton Keller     | 7    | 4 | 10 | 14   | +11 | 2   | ÚT   |
| 3.   | Kailer Yamamoto    | 7    | 7 | 6  | 13   | +7  | 12  | ÚT   |
| 4.   | Logan Brown        | 7    | 3 | 9  | 12   | +6  | 2   | ÚT   |
| 5.   | Alexander Nylander | 7    | 3 | 8  | 11   | +5  | 0   | ÚT   |
| 6.   | Joey Anderson      | 7    | 7 | 2  | 9    | +12 | 2   | ÚT   |
| 7.   | Eeli Tolvanen      | 7    | 7 | 2  | 9    | +6  | 0   | ÚT   |
| 8.   | Lias Andersson     | 7    | 5 | 4  | 9    | +3  | 8   | ÚT   |
| 9.   | Casey Mittelstadt  | 7    | 4 | 5  | 9    | +6  | 2   | ÚT   |
| 10.  | Aapeli Rasanen     | 7    | 3 | 6  | 9    | +8  | 12  | ÚT   |

Záp. = Odehrané zápasy; G = Góly; A = Přihrávky na gól; Body = Body; +/− = Plus/Minus; PTM = Počet trestných minut; Poz. = Pozice

### Hodnocení brankářů
Průběžné pořadí nejlepších pěti brankářů na mistrovství podle úspěšnosti zásahů v procentech, brankář musí mít odehráno minimálně 40% hrací doby za svůj tým.
| Poř. | Hráč                 | Záp. | Čas    | OG | PZ  | ČK | POG  | Úsp%  |
| ---- | -------------------- | ---- | ------ | -- | --- | -- | ---- | ----- |
| 1.   | Joseph Woll          | 3    | 179:31 | 4  | 75  | 1  | 1,34 | 94,67 |
| 2.   | Jake Oettinger       | 4    | 240:00 | 6  | 91  | 1  | 1,50 | 93,41 |
| 3.   | Danil Tarasov        | 5    | 227:48 | 8  | 101 | 1  | 2,11 | 92,08 |
| 4.   | Ukko-Pekka Luukkonen | 3    | 180:00 | 6  | 72  | 0  | 2,00 | 91,67 |
| 5.   | Filip Gustavsson     | 5    | 289:21 | 13 | 138 | 0  | 2,70 | 90,58 |

Záp. = Odchytané zápasy; Čas = Čas na ledě (minuty); OG = Obdržené góly; PZ = Počet zásahů; ČK = Čistá konta; Úsp% = Procento úspěšných zásahů; POG = Průměr obdržených gólů na zápas

## Konečné pořadí
| Por.             | Tým       |
| ---------------- | --------- |
| Zlatá medaile    | Finsko    |
| Stříbrná medaile | Švédsko   |
| Bronzová medaile | USA       |
| 4.               | Kanada    |
| 5.               | Slovensko |
| 6.               | Rusko     |
| 7.               | Česko     |
| 8.               | Švýcarsko |
| 9.               | Lotyšsko  |
| 10.              | Dánsko    |

## Nižší divize

### 1. divize

#### Skupina A
- Termín konání: 9. – 15. dubna 2016
- Místo konání:  Bělorusko, Minsk

|  | Postup do elitní skupiny MS   |
|  | Sestup do skupiny B 1. divize |

| Tým        | Z | V | VP | PP | P | GV | GI | +/- | B  |
| ---------- | - | - | -- | -- | - | -- | -- | --- | -- |
| Bělorusko  | 5 | 4 | 0  | 0  | 1 | 23 | 15 | +8  | 12 |
| Německo    | 5 | 3 | 1  | 0  | 1 | 20 | 14 | +6  | 11 |
| Kazachstán | 5 | 2 | 1  | 1  | 1 | 17 | 16 | +1  | 9  |
| Francie    | 5 | 2 | 0  | 0  | 3 | 18 | 18 | 0   | 6  |
| Norsko     | 5 | 1 | 0  | 1  | 3 | 16 | 22 | −6  | 4  |
| Rakousko   | 5 | 1 | 0  | 0  | 4 | 11 | 20 | −9  | 3  |

#### Skupina B
- Termín konání: 18. – 24. dubna 2016
- Místo konání:  Itálie, Asiago

|  | Postup do skupiny A 1. divize |
|  | Sestup do skupiny A 2. divize |

| Tým         | Z | V | VP | PP | P | GV | GI | +/- | B  |
| ----------- | - | - | -- | -- | - | -- | -- | --- | -- |
| Maďarsko    | 5 | 5 | 0  | 0  | 0 | 28 | 11 | +17 | 15 |
| Japonsko    | 5 | 4 | 0  | 0  | 1 | 13 | 9  | +4  | 12 |
| Ukrajina    | 5 | 3 | 0  | 0  | 2 | 17 | 15 | +2  | 9  |
| Slovinsko   | 5 | 2 | 0  | 0  | 3 | 19 | 17 | +2  | 6  |
| Itálie      | 5 | 1 | 0  | 0  | 4 | 12 | 20 | −8  | 3  |
| Jižní Korea | 5 | 0 | 0  | 0  | 5 | 10 | 27 | −17 | 0  |

### 2. divize

#### Skupina A
- Termín konání: 4. – 10. dubna 2016
- Místo konání:  Rumunsko, Brašov

|  | Postup do skupiny B 1. divize |
|  | Sestup do skupiny B 2. divize |

| Tým            | Z | V | VP | PP | P | GV | GI | +/- | B  |
| -------------- | - | - | -- | -- | - | -- | -- | --- | -- |
| Polsko         | 5 | 5 | 0  | 0  | 0 | 43 | 8  | +35 | 15 |
| Rumunsko       | 5 | 4 | 0  | 0  | 1 | 27 | 15 | +12 | 12 |
| Litva          | 5 | 3 | 0  | 0  | 2 | 17 | 19 | −2  | 9  |
| Velká Británie | 5 | 2 | 0  | 0  | 3 | 18 | 23 | −5  | 6  |
| Chorvatsko     | 5 | 1 | 0  | 0  | 4 | 8  | 25 | −17 | 3  |
| Nizozemsko     | 5 | 0 | 0  | 0  | 5 | 6  | 29 | −23 | 0  |

#### Skupina B
- Termín konání: 26. března – 1. dubna 2016
- Místo konání:  Španělsko, Valdemoro

|  | Postup do skupiny A 2. divize |
|  | Sestup do skupiny A 3. divize |

| Tým       | Z | V | VP | PP | P | GV | GI | +/- | B  |
| --------- | - | - | -- | -- | - | -- | -- | --- | -- |
| Estonsko  | 5 | 5 | 0  | 0  | 0 | 38 | 11 | +27 | 15 |
| Španělsko | 5 | 4 | 0  | 0  | 1 | 26 | 14 | +12 | 12 |
| Srbsko    | 5 | 3 | 0  | 0  | 2 | 12 | 10 | +2  | 9  |
| Island    | 5 | 1 | 0  | 0  | 4 | 11 | 30 | −19 | 3  |
| Belgie    | 5 | 1 | 0  | 0  | 4 | 15 | 29 | −14 | 3  |
| Čína      | 5 | 1 | 0  | 0  | 4 | 12 | 20 | −8  | 3  |

### 3. divize

#### Skupina A
- Termín konání: 14. – 20. března 2016
- Místo konání:  Bulharsko, Sofie

|  | Postup do skupiny B 2. divize                                                      |
|  | Sestup do skupiny B 3. divize (v závislosti na uspořádání divizí v dalším ročníku) |

| Tým       | Z | V | VP | PP | P | GV | GI | +/- | B  |
| --------- | - | - | -- | -- | - | -- | -- | --- | -- |
| Austrálie | 5 | 4 | 0  | 0  | 1 | 25 | 22 | +3  | 12 |
| Turecko   | 5 | 3 | 1  | 0  | 1 | 22 | 13 | +9  | 11 |
| Bulharsko | 5 | 3 | 0  | 0  | 2 | 20 | 13 | +7  | 9  |
| Izrael    | 5 | 2 | 1  | 0  | 2 | 15 | 15 | 0   | 8  |
| Tchaj-wan | 5 | 1 | 0  | 2  | 2 | 17 | 26 | −9  | 5  |
| Mexiko    | 5 | 0 | 0  | 0  | 5 | 10 | 20 | −10 | 0  |

#### Skupina B
- Termín konání: 14. – 19. února 2016
- Místo konání:  Jižní Afrika, Kapské Město

|  | Postup do skupiny A 3. divize |

| Tým         | Z | V | VP | PP | P | GV | GI | +/- | B  |
| ----------- | - | - | -- | -- | - | -- | -- | --- | -- |
| Nový Zéland | 4 | 4 | 0  | 0  | 0 | 30 | 9  | +21 | 12 |
| JAR         | 4 | 1 | 0  | 0  | 3 | 11 | 19 | −8  | 3  |
| Hongkong    | 4 | 1 | 0  | 0  | 3 | 12 | 25 | −13 | 3  |